# Ludwik Tomiałojć
Ludwik Tomiałojć (ur. 1 stycznia 1939 w Michałkoniach k. Wilna, zm. 26 czerwca 2020 we Wrocławiu) – polski zoolog, profesor zwyczajny w Muzeum Przyrodniczym Uniwersytetu Wrocławskiego, członek Państwowej Rady Ochrony Przyrody, członek Rady Programowej Zielonego Instytutu, Komitetu Ochrony Przyrody PAN, działacz partii Zieloni i jej członek założyciel.
Komitet Biologii Środowiskowej i Ewolucyjnej PAN w 2022 roku ustanowił Medal im. Ludwika Tomiałojcia, który corocznie przyznawany jest za zasługi dla badań i ochrony różnorodności biologicznej w Polsce.

## Życiorys
Młodość spędził na Mazurach. Studia rozpoczął w Toruniu, ale przeniósł się do Wrocławia, gdzie znajduje się ważny w Polsce ośrodek ornitologiczny. W pracy doktorskiej (1968) opisał strukturę zgrupowań ptaków lęgowych w Legnicy. Tytuł profesora nauk przyrodniczych uzyskał w 1987 roku. Badał zasoby i rozmieszczenie krajowej awifauny. Wspólnie ze specjalistami z Cambridge dokonał oceny stopnia zagrożenia egzystencji ptaków Europy. Od 1961 roku do przejścia na emeryturę w 2010 roku był pracownikiem Muzeum Przyrodniczego na Wydziale Nauk Przyrodniczych Uniwersytetu Wrocławskiego.
Był członkiem wielu zagranicznych towarzystw ornitologicznych i Międzynarodowego Komitetu Ornitologicznego oraz współautorem programu naukowego światowego kongresu ornitologicznego w Nowej Zelandii oraz sympozjów w Moskwie i Ottawie. Był członkiem Rady Ekologicznej przy Prezydencie RP Lechu Wałęsie. Do 2003 był przewodniczącym polskiego komitetu Międzynarodowej Unii Ochrony Przyrody i Jej Zasobów (IUCN).
W 2004 z listy Zielonych 2004 kandydował w wyborach do Parlamentu Europejskiego, ale nie uzyskał mandatu.

## Główne osiągnięcia naukowe
Profesor Tomiałojć był zafascynowany przyrodą od wczesnych lat życia. Szczególnie pasjonowały go ptaki (już w wieku piętnastu lat zaczął je systematycznie obserwować). Przyroda stanowiła dla niego wartość samą w sobie, godną szacunku i ochrony. W jednym z wystąpień mówił: Dzika przyroda jest szerszą „moją rodziną”, tak jak węższą jest społeczność ogólnoludzka. Wszyscy się wywodzimy z tej pierwszej. Prowadził badania naukowe po to, by poznać i zrozumieć procesy przyrodnicze.

### Poznanie awifauny Polski
Profesor Ludwik Tomiałojć był autorem pierwszego pełnego wykazu ptaków stwierdzonych w Polsce, który scalał wyrywkową wiedzę ujętą w powojennych granicach kraju (pierwsze wydanie w roku 1972). Gruntownie rozszerzone II wydanie monografii ukazało się w r. 1990, a trzecim etapem było 2-tomowe dzieło „Awifauna Polski” współautorskie z profesorem Tadeuszem Stawarczykiem (r. 2003). Monografie te wraz z opracowaniem syntetycznym wykonanym razem z profesorem Zbigniewem Głowacińskim (2006) podsumowały wiedzę o rozmieszczeniu dzikich ptaków, liczebności i jej zmianach na dzisiejszym obszarze Polsce w okresie prawie 200 lat.
Profesor Tomiałojć doprowadził do powstania w r. 1972 Komisji Faunistycznej, Sekcji Ornitologicznej Polskiego Towarzystwa Zoologicznego, której przez 25 lat przewodniczył.

### Badania awifauny Europy
Wraz z zagranicznymi współautorami lub współedytorami Profesor Tomiałojć dokonał zasymilowania dorobku polskiej awifaunistyki w „Handbuch der Vögel Mitteleuropas”, „The Birds of the western Palearctic”, “The EBBC Atlas of European Breeding Birds”. Profesor był współedytorem książki “Birds in Europe – their conservation status” (1994). Dzięki temu polskie wyniki awifaunistyczne są już uwzględniane w europejskich atlasach ptaków.
Prowadził również badania terenowe zakończone publikacjami w Wielkiej Brytanii, Francji, na Płw. Iberyjskim, w Kalifornii oraz Rosji. Ponadto profesor opisał również prawidłowości w rozmieszczeniu różnorodności gatunkowej zespołów ptaków lęgowych (bogactwo gatunkowe) na kontynencie europejskim (Tomiałojć 2000 Acta Orn.), którą to pracę przetłumaczono z angielskiego i wydano we Francji (Tomialojc 2001 w: Bull. Ass. Natur. Vallée Loin).

### Synantropizacjai synurbizacja ptaków
Od połowy lat 1960. profesor Tomiałojć badał przystosowywanie się ptaków do życia w osadach ludzkich, przygotowując jedną z pierwszych w świecie ilościowych charakterystyk gradientu zespołów ptasich od naturalnego lasu do centrum miasta, na przykładzie rejonu Legnicy (rozprawa doktorska). Następnie, analizował przyczyny obfitego występowania pewnych gatunków w sąsiedztwie człowieka, na przykładzie gołębia grzywacza (pr. habilit. z r. 1980). Dodatkowo, profesor sformułował ogólne prawidłowości w przebiegu urbanizowania się ptaków Europy (1976, 1985) odtworzył geograficzny przebieg procesu synurbanizowania się modelowego gatunku ptaka – gołębia grzywacza (1976).

### Badania niezaburzonego zespołu ptaków w pierwotnym lesieBiałowieskiego Parku Narodowego
Profesor Ludwik Tomiałojć wraz z zespołem w latach 1974–1975 rozpoczął, trwające do dziś badania ekologii rozrodu ptaków lęgowych w Białowieskim Parku Narodowym. To jeden z czterech w świecie tak długofalowych programów badawczych skoncentrowanych na leśnych ptakach. Obecnie jest kontynuowany przez zespół z Uniwersytetu Wrocławskiego (prof. Tomasz Wesołowski, dr hab. Grzegorz Neubauer) oraz Uniwersytetu Przyrodniczo-Humanistycznego w Siedlcach (dr hab. Dorota Czeszczewik)
Dzięki temu programowi opisano po raz pierwszy:
- strukturę i liczebność zespołu ptaków niezaburzonego nizinnego lasu strefy umiarkowanej (prace z 1984, 1990, 1995, 2003, 2004), tworząc punkt odniesienia dla badań w lasach zagospodarowanych w strefie umiarkowanego klimatu (europejsko-syberyjsko-amerykańskich), jak i dla prowadzonych w tropikach; do białowieskich danych porównywały swe wyniki zespoły pracujące w tropikach, francuski prof. Brosseta i Erarda w Gabonie, amerykański prof. J. Terborgha i innych nad Amazonką, oraz duński w lasach deszczowych Ekwadoru.
- zmierzono stopień stabilności (i zakres zmienności) składu tego zespołu ptaków w warunkach klimatycznych minionego ćwierćwiecza (1997).
- zbadano ekologię rozrodu kilkunastu gatunków ptaków tworząc modelowy punkt odniesienia dla porównań zarówno z lasami tropikalnymi, jak i zagospodarowanymi strefy umiarkowanej (prace z lat 1980–2005).
- udowodniono (z pomocą wieloletnich danych korelacyjnych oraz eksperymentów terenowych), że w warunkach pierwotnego lasu mieszanego konkurencja międzygatunkowa ptaków o zasoby pokarmowe nie jest czynnikiem ograniczającym liczebność populacji wielu gatunków, a ważniejszy jest wpływ presji innych czynników powodujących niskie zagęszczenia populacji (undersaturation)[13].

### Badania presji drapieżników na populacje ofiar
W kwestii czynników wpływających na liczebność populacji ptaków jako ofiar (na przykładzie gołębia grzywacza i kosa) profesorowi Tomiałojciowi udało się udowodnić, że presja drapieżnictwa jest w warunkach naturalnych jednym z najważniejszych czynników limitujących (prace 1980, 1993/1995, 1999, 2007), oraz że drapieżniki-kręgowce mogą skutecznie ograniczać liczebność ofiar. Podważyło to tezę Amerykanina Erringtona o drapieżnikach niszczących tylko nadmiar populacyjny ofiary. Wyniki te z badań ekologii rozrodu seminaturalnych i miejskich populacji gołębia grzywacza są nieco inaczej omawiane w podstawowym dziele I. Newtona “Population limitation in birds” (1998) wydanym w Wielkiej Brytanii, a którą to interpretację profesor uważał za opartą tylko na semantycznej różnicy.

### Metodyka cenzusów ptaków lęgowych
Od r. 1968 brał udział w kształtowaniu międzynarodowo zestandaryzowanej metodyki liczenia ptaków lęgowych – metody kartograficznej (sześć publikacji w latach 1968–2004). W tym celu Profesor uczestniczył w 8 międzynarodowych konferencjach, współorganizując dwie z nich. W r. 1990 w Kalifornii porównywał dokładność dwóch metod liczenia ptaków (Tomiałojć i Verner 1990) oraz podejście europejskie i amerykańskie w tym zakresie. W polemicznych artykułach Profesor przeciwstawiał się wprowadzaniu niesprawdzonych empirycznie wariantów głównych metod, jako wnoszących zamieszanie i podrywających zaufanie do wyników badań terenowych (1999, 2010ab).

### Ochrona przyrody i środowiska przyrodniczego
W latach 1992–2005 Ludwik Tomiałojć współorganizował kilkanaście krajowych konferencji poświęconych sprawom ochrony przyrody i jej styku z gospodarką. W czterech pokonferencyjnych zbiorowych tomikach (1992, 1993, 1995, 2005) wydanych pod szyldem Komitetu Ochrony Przyrody PAN jako redaktor i współautor podsumował wiedzę na styku teorii ochrony przyrody i praktycznej działalności trzech grup zawodowych: hodowców dzikich zwierząt, hydrotechników/meliorantów oraz leśników. Podobnie, ze współredaktorami z Cambridge dokonał pierwszej oceny stopnia zagrożenia wszystkich rzadszych gatunków ptaków naszego kontynentu (książka współautorska z r. 1994 „The Birds in Europe”).

## Działalność organizacyjna w nauce

### Funkcje organizacyjne w nauce za granicą
- International Bird Census Committee – sekretarz tego komitetu w latach 1976–1989;
- International Ornithological Committee – od r. 1980 członek przedstawiciel Polski;
- Scientific Program Committee dla XX Międzynarodowego Kongresu Ornitologicznego w Christchurch w Nowej Zelandii – członek, 1987-91;
- Członek rady założycielskiej European Ornithologist’s Union – 1997-99;
- Członek korespondent zagranicznych stowarzyszeń ornitologicznych: szwajcarskiego ALA – od 1984, niemieckiego DOG – od 1985, American Ornithologist’s Union – od 1990.
- Co-convener dwóch sympozjów na światowych kongresach ornitologicznych, w Moskwie (1982) i Ottawie (1986)[14][7].

### Ważniejsze funkcje w działalności krajowej
W różnych okresach uczestniczył w pracach 13 ciał doradczych, w tym jako członek dwóch (czasem trzech) komitetów naukowych PAN oraz 4-6 rad naukowych instytutów naukowych, parków narodowych i muzeów. W tym:
- od r.1980 członek Komitetu Ochrony Przyrody PAN, przez trzy kadencje jego przewodniczący (1992-99 i 2003-07); m.in. działalność tego Komitetu zareklamował w trzech artykułach w „IUCN Bulletin – Central and Eastern Europe”.
- w latach 1989–2002 członek Komitetu Zoologii PAN,
- w latach 1993–1997 członek Komitetu Ekologii PAN,
- od 1994 członek rady naukowej Instytutu Ochrony Przyrody PAN w Krakowie,
- w latach 1995–1999 członek rady naukowej Białowieskiego Parku Narodowego,
- w latach 1995–1999 przewodniczył Sekcji Ornitologicznej w Polskim Tow. Zoologicznym,
- w latach 2002–2004 członek rady naukowej Zakładu Ornitologii PAN w Gdańsku,
- w latach 2002–2007 w radzie naukowej Muzeum i Instytutu Zoologii PAN w Warszawie,
- od r. 2002 członek rady naukowej Muzeum Górnośląskiego w Bytomiu,
- od r. 2004 członek Państwowej Rady Ochrony Przyrody,
- od r. 2005 członek rady naukowej Karkonoskiego Parku Narodowego[14][7].

### Prace redakcyjne
W różnych latach uczestniczył w składzie redakcji lub rad redakcyjnych polskich czasopism naukowych jak: ACTA ORNITHOLOGICA, THE RING (9 lat jako redaktor prowadzący), NOTATKI ORNITOLOGICZNE i Wiadomości Ekologiczne.

## Dydaktyka i popularyzacja

### Kształcenie kadr
Promotor 22 ukończonych prac magisterskich oraz 5 doktorskich (w tym jednej z Ukrainy).
Recenzje 37 dysertacji, w tym krajowych: 8 prac doktorskich, 6 habilitacji, 9 superrecenzji habilitacyjnych oraz 11 wniosków na profesora, oraz zagranicznych: doktorskiej (Francja), habilitacyjnej (Litwa) oraz jednego dorobku profesorskiego (Wlk. Brytania).

### Dydaktyka studencka
Wykładowca na kierunkach Biologia, potem Ochrona Środowiska.
Prowadził wykłady z:
- Ornitologia ogólna (dawniej),
- Ekologia osiedli ludzkich (dawniej),
- Geneza fauny Polski (dawniej),
- Człowiek, środowisko, przyroda – aspekty globalne i regionalne (dawniej),
- Naukowe podstawy ochrony przyrody,
- Zasada (gospodarczego) rozwoju zrównoważonego[15].

### Dydaktyka społeczna
W latach 2006–2009 w różnych ośrodkach akademickich kraju (w tym na trzech politechnikach) profesor Tomiałojć wygłosił ok. 30 wykładów na temat ocieplenia klimatu, jego skutków dla ochrony przyrody, a także o sposobach jego hamowania (m.in. poprzez rozwój energetyki odnawialnej).

### Działalność społeczna na polu krajowej ochrony przyrody i środowiska
Działalność społeczna na polu krajowej ochrony przyrody i środowiska głównie po r. 1990, była wsparta publikacjami popularnymi (ok. 100) w czasopismach gospodarczo-społecznych, jak: AURA, Wyd. Biura Informacji i Dokumentacji Kancelarii Senatu RP, Chrońmy Przyrodę Ojczystą, Czysta energia, Gospodarka Wodna, Ekoprofit, Forum Ekologiczne, Kosmos, ODRA, Przegląd, Przegląd Leśniczy, Dzikie Życie, Zielone Brygady.
W ramach pracy społecznej głównie pod szyldem Komitetu Ochrony Przyrody PAN Profesor przyczynił się do doskonalenia aktów prawnych, takich jak:
- Ustawa o ochronie przyrody (trzy nowelizacje);
- Ustawa o prawie łowieckim (dwie wersje);
- Rozporządzenie Min. Ochrony Środowiska o ochronie gatunkowej zwierząt;
- Program rozwoju leśnictwa;
- Projekt Instrukcji urządzania lasów;
- Zasady zalesiania gruntów porolnych;
- Projekt monitoringu przyrodniczego;
- Projekty regulacji głównych rzek (Wisła, Droga Wodna Wschód-Zachód, Odra 2006);
- Próba prośrodowiskowego przekształcenia zasad melioracji wodnych;
- Zasady przygotowywania rocznych planów ochrony w parkach narodowych.

Szczególnie intensywnie profesor zajmował się staraniami o powiększenie Białowieskiego Parku Narodowego (c. 10 wypowiedzi opublikowanych).

### Pełnione honorowo funkcje
- w latach 1993–1995 członek Rady Ekologicznej przy Prezydencie RP,
- w latach 1996–2003 przewodniczący Polskiego Komitetu Światowej Unii Ochrony Przyrody (IUCN) – działalność na szczeblu krajowym,
- w latach 1998–1999 członek rady ds. gospodarki wodnej przy Wiceministrze Ochrony Środowiska,
- w latach 1999–2001 przewodniczący Grupy „Ekologia” w Międzynarodowej (Czesko-Niemiecko-Polskiej) Komisji ds. Ochrony Odry, z nominacji Min. Środowiska,
- od r. 2004 członek Państwowej Rady Ochrony Przyrody przy Min. Środowiska[3][15][14].

### Działalność w skali europejskiej w ramach The World Conservation Union (IUCN)
- Jako przewodniczący Polskiego Komitetu IUCN (1996-2003) oraz w kadencji 1998-1999 członek grupy roboczej Sekcji Europejskiej (Gland, Szwajcaria) Profesor współkształtował działalność tej organizacji - sformułował i doprowadził do uchwalenia na światowym kongresie IUCN w Ammanie rezolucji w sprawie ochrony przyrody dolin ostatnich naturalnych rzek.
- Profesor Tomiałojć wsparł polskim głosem utworzenie parku narodowego Fontainebleau pod Paryżem i czynnie popierał sprzeciwy wobec zagrożeń obszarów chronionych na Białorusi, w Bułgarii, Francji i Hiszpanii.
- Zainicjował próbę powołania przez IUCN czasopisma „European Journal of Nature Conservation”, nieudaną z powodu utrudnionego transferu narodowych środków finansowych przez granice[3][15][14].

## Inna działalność

### Działalność związkowa
- Członek Komisji ds. Młodej Kadry przy Zarządzie Głównym ZNP,
- przewodniczący organizacji związkowej na Wydziale Nauk Przyrodniczych Uniwersytetu Wrocławskiego,
- w latach 1980–1993 członek „Solidarności”, bez funkcji.

### Działalność polityczna
Od r. 2006 członek Rady Krajowej partii ZIELONI 2004.

## Odznaczenia i nagrody
- Krzyż Kawalerski Orderu Odrodzenia Polski[3]
- Złoty Krzyż Zasługi[3]
- Medal Komisji Edukacji Narodowej[3]
- cztery nagrody Ministra Nauki i Szkolnictwa Wyższego[3]
- nagrody Rektora Uniwersytetu Wrocławskiego[3]

## Publikacje
- Polska bibliografia ornitologiczna: za lata 1945–1960, PWN, Warszawa 1965
- Badania ilościowe nad synantropijną awifauną Legnicy i okolic, PWN, Warszawa 1970
- Ptaki Polski. Wykaz gatunków i rozmieszczenie, PWN, Warszawa 1972
- Birds of Poland: a list species and their distribution Warszawa 1976
- The impact of predation on urban and rural Woodpigeon (Columba palumbus) populations. Polish Ecol. Studies 5: 141–220, 1980
- Ptaki Polski. Rozmieszczenie i liczebność, PWN, Warszawa 1990 (wyd. 2 zm.)
- Tomiałojć L., Wesołowski T. 1990. Breeding bird communities in the primaeval forest of Białowieża, Poland. Pp. 141–165. In: A. Keast (ed.): Biogeography and ecology of forest bird communities. The Hague, SPB Acad. Publish.
- (red.) Czynna ochrona zwierząt, PWN, Warszawa 1992
- (red.) Ochrona przyrody i środowiska w dolinach nizinnych rzek Polski, Kraków 1993
- Tucker G.M., Heath M.F., with Tomiałojć L., Grimmett R.F.A. (eds.) 1994. Birds in Europe: their conservation status. BirdLife International, Cambridge
- (red.) Ekologiczne aspekty melioracji wodnych, Kraków 1995
- A long-term study of changing predation impact on breeding woodpigeons. In: D.P. Cowan & C.J. Feare – Advances in vertebrate pest management. Filander Verlag, Fürth, 1999
- An East-West gradient in the breeeding distribution and species richness of the European woodland avifauna. Acta orn. 35: 3–17, 2000, także po francusku: 2001. Un gradient Est-Ouest dans la repartition et la richesse specifique de l’avifaune Europeenne. Bull. Ass. Natur. Vallée Loing 77
- Badania ilościowe nad synantropijną awifauną Legnicy i okolic, Wrocław 2003
- Tomiałojć L., Stawarczyk T. 2003. Awifauna Polski – rozmieszczenie, liczebność i zmiany. 1–2. Bogucki i S-ka, Poznań.
- Tomiałojć L., Wesołowski T. 2004. Diversity of the Białowieża Forest avifauna in space and time. J. Ornithol. 145: 81–92.
- Tomiałojć L., Drabiński A. (eds.) 2005. Środowiskowe aspekty gospodarki wodnej. [Environmental aspects of water management]. Komitet Ochrony Przyrody PAN i Wydział Inżynierii i Geodezji AR we Wrocławiu (monogr. zespołowa)
- Sustainable development and Nature conservation – necessity of a compromise instead of confrontation. W: P. Joost, J. Słodczyk, W.L. Filho (eds) – Current Issues of Sustainable Development – Priorities and Trends. Economic and Environmental Studies 8. Opole, 2006.
- Głowaciński Z. & Tomiałojć L. 2016. Long-term changes in the Polish breeding avifauna – winner and loser species, 1851–2010. Vogelwelt 136: 225–239.
- Human initiation of synurbic populations of waterfowl, raptors, pigeons and cage-birds. W: Margui E. & Hedblom M. (ed.) – Ecology and conservation of birds in urban environments. Springer Verlag, Switzerland, 2017
- Ptaki Wrocławia w okresie 200 lat. Występowanie, liczebność i zmiany w dzisiejszych granicach administracyjnych miasta. Tomiałojć L., Orłowski G., Czapulak A., Jakubiec Z. PPTP „pro Natura”, Wrocław 2020